# Conexión venosa pulmonar anómala
La conexión venosa pulmonar anómala (CVPA) en una enfermedad congénita que se caracteriza porque las venas pulmonares no desembocan en la aurícula izquierda como ocurre normalmente, sino en la aurícula derecha. Aunque no afecta directamente al corazón sino a los grandes vasos, suele incluirse dentro de las cardiopatías congénitas.

## Clasificación
- Conexión venosa pulmonar anómala total. Cuando todas las venas pulmonares desembocan de forma anómala en la aurícula derecha. Se distinguen 3 subtipos:
  - Supracardíaca. Es la forma más frecuente, se produce cuando las venas pulmonares desembocan de forma anómala en la vena cava superior o la vena innominada.
  - Intracardiaca. Cuando las venas pulmonares drenan directamente a la aurícula derecha.
  - Infracardiaca. Se produce cuando las venas pulmonares desembocan en la vena cava inferior o una de sus venas tributarias.
  - Mixta.
- Conexión venosa pulmonar anómala parcial. Cuando únicamente alguna de las venas pulmonares drena en la aurícula derecha. Esta forma de la enfermedad suele causar menos síntomas que la anterior, la gravedad depende del volumen de flujo sanguíneo que circula a través de la conexión anómala.